# Laxmi Sagara, Anekal
Laxmi Sagara là một làng thuộc tehsil Anekal, huyện Bangalore Urban, bang Karnataka, Ấn Độ.